# Jaroslav Kučera (politik KSČ)
Jaroslav Kučera (26. ledna 1914 – ???) byl český a československý politik Komunistické strany Československa a poúnorový poslanec Národního shromáždění ČSR.

## Biografie
K roku 1954 se profesně uvádí jako generálmajor ČSLA.
Ve volbách roku 1954 byl zvolen do Národního shromáždění za KSČ ve volebním obvodu Praha-město. V Národním shromáždění zasedal do konce jeho funkčního období, tedy do voleb v roce 1960.